# قرقاول طاووسی
قرقاول طاووسی یک سرده پرنده به نام (نام علمی: Polypectron) از تیره قرقاولان است که از هشت گونه تشکیل شده‌است. آنها به‌طور نامحسوسی برای جلوگیری از آشکارشدن رنگ‌آمیزی شده‌اند. در صورت تهدید، قرقاول طاووسی شکل خود را با استفاده از پرهای تخصصی تغییر می‌دهد که وقتی گسترش می‌یابد چشم‌های رنگین کمانی متعددی را نشان می‌دهد. پرندگان همچنین بالهای پر خود را به ارتعاش درمی‌آورند که این امر باعث تشدید بیش از پیش رنگ هشدار آنها می‌شود. قرقاول‌طاووسی‌ها خارهای قلم پا (متاتارس) به خوبی رشدیافته را نشان می‌دهند. افراد مسن ممکن است چندین خار در هر پا داشته باشند. از این خارها برای لگد زدن در دفاع شخصی استفاده می‌شود.

## آرایه‌شناسی
سردهٔ Polypectron در سال ۱۸۰۷ توسط جانورشناس هلندی کونراد یاکوب تمینک معرفی شد. این نام ترکیبی از واژه یونانی باستان polus به معنای «بسیاری» با plēktron به معنای «خار خروس» است. گونه نمادین آن قرقاول طاووسی خاکستری است.
رده‌بندی این سرده تا حدودی نامشخص است. تحقیقات مولکولی نشان داده‌است که طاووس-قرقاول به صورت ژنتیکی به قرقاول مربوط نیست و تنها از دور به طاووس ارتباط دارند. نزدیک‌ترین متحدان آن‌ها مهمیزمرغ‌های آسیایی و کبک سرسرخ، بومی بورنئو هستند. این سه جنس تمایل عجیبی به خارهای قلم پا (متاتارس) متعدد دارند. اگرچه آنها از نظر مورفولوژیکی تا حدودی متفاوت هستند، اسکلت آنها تقریباً یکسان است.
گونه‌های پلی‌پلکترون در زمانی بین پلیوسن اولیه و پلیستوسن میانی یا ۵ تا ۱ میلیون سال پیش از هم جدا شدند.
روابط سایر اشکال کمتر درک شده‌است. گونه‌های germaini و bicalcaratum در ریخت‌شناسی مشابه و تقریباً parapatric هستند؛ داده‌های مولکولی نشان می‌دهد که دومی یک نزدیک‌ریختی است. به نظر می‌رسد که P. germaini و P. katsumatae یک شاخه اولیه از واگرایی پایه‌ای فوق‌الذکر را نشان می‌دهند. دو گونه P. chalcurum و P. inopinatum سازگار با کوهستان از یک رویداد جداسازی منفرد مشتق نشده‌اند و به نظر می‌رسد که به‌طور مستقل رنگ‌آمیزی کمتری به دست آورده‌اند. گرایش در این جنس به از دست دادن - نه به دست آوردن دوشکلی جنسی آشکار است که توسط داده‌های جغرافیایی و مولکولی بهتر از سناریوهای جایگزین پشتیبانی می‌شود.
در سال ۲۰۱۰، فهرست جهانی پرندگان IOC، قرقاول طاووسی هاینان را به عنوان یک گونه فهرست کرد. به دنبال ژان تئودور دلاکور، این گونه از نظر تاریخی به عنوان زیرگونه P. bicalcaratum در فهرست قرار گرفته‌است. پیش از طبقه‌بندی مجدد توسط دلاکور، قرقاول طاووسی هاینان توسط چندین پرنده‌شناس به عنوان گونه‌ای متمایز در نظر گرفته شده‌است. در واقع، هنگامی که برای اولین بار توسط Katsumata برای علم توصیف شد، آن را یک گونه متمایز در نظر گرفت. سازمان‌های برجسته از جمله فهرست جهانی پرندگان اخیراً موافقت کرده‌اند و وضعیت گونه‌ها در حال حاضر توسط باشگاه پرندگان خاوری در دست بررسی است. به دلیل وضعیت گونه در معرض خطر، شناسایی قرقاول طاووسی هاینان به عنوان یک گونه کامل از اهمیت بالایی برخوردار است. قرقاول طاووسی هاینان بومی جزیره هاینان است، جایی که تراکم جمعیت آن در زیستگاه جنگل‌های استوایی آن در جزیره بسیار کم است و جمعیت وحشی آن در حال کاهش است، و اکنون آن را به شدت در معرض خطر انقراض قرار داده و در ردیف نادرترین گونه‌های ماکیان‌سانان در چین قرار گرفته‌است.

## گونه‌ها
| نگاره | نام                                                  | نام رایج               | پراکندگی                                       |
| ----- | ---------------------------------------------------- | ---------------------- | ---------------------------------------------- |
|       | Polyplectron napoleonis - قبلاً P. emphanum           | قرقاول طاووسی پالاوان  | فیلیپین                                        |
|       | Polyplectron malacense                               | قرقاول طاووسی مالایایی | شبه جزیره مالایی از ناحیه تنگه کرا به سمت جنوب |
|       | Polyplectron schleiermacheri                         | قرقاول طاووسی برنئو    | بورنئو                                         |
|       | Polyplectron germaini                                | قرقاول طاووس ژرمن      | اواسط جنوب ویتنام و خاور دور کامبوج            |
|       | Polyplectron bicalcaratum                            | قرقاول طاووسی خاکستری  | بنگلادش، شمال شرق هند و آسیای جنوب شرقی        |
|       | Polyplectron katsumatae - جدا شده از P. bicalcaratum | قرقاول طاووسی هاینان   | هاینان، چین                                    |
|       | Polyplectron chalcurum                               | قرقاول طاووسی دم‌برنزی  | اندونزی                                        |
|       | Polyplectron inopinatum                              | قرقاول طاووسی کوهی     | مالزی                                          |